# Stari Jankovci
Stari Jankovci est un village et une municipalité située dans le comitat de Vukovar-Syrmie, en Croatie. Au recensement de 2001, la municipalité comptait 5 216 habitants, dont 69,50 % de Croates et 23,24 % de Serbes ; le village seul comptait 1 769 habitants.

## Localités
La municipalité de Stari Jankovci compte 5 localités :
- Novi Jankovci
- Orolik
- Slakovci
- Srijemske Laze
- Stari Jankovci